# Medicine Hat

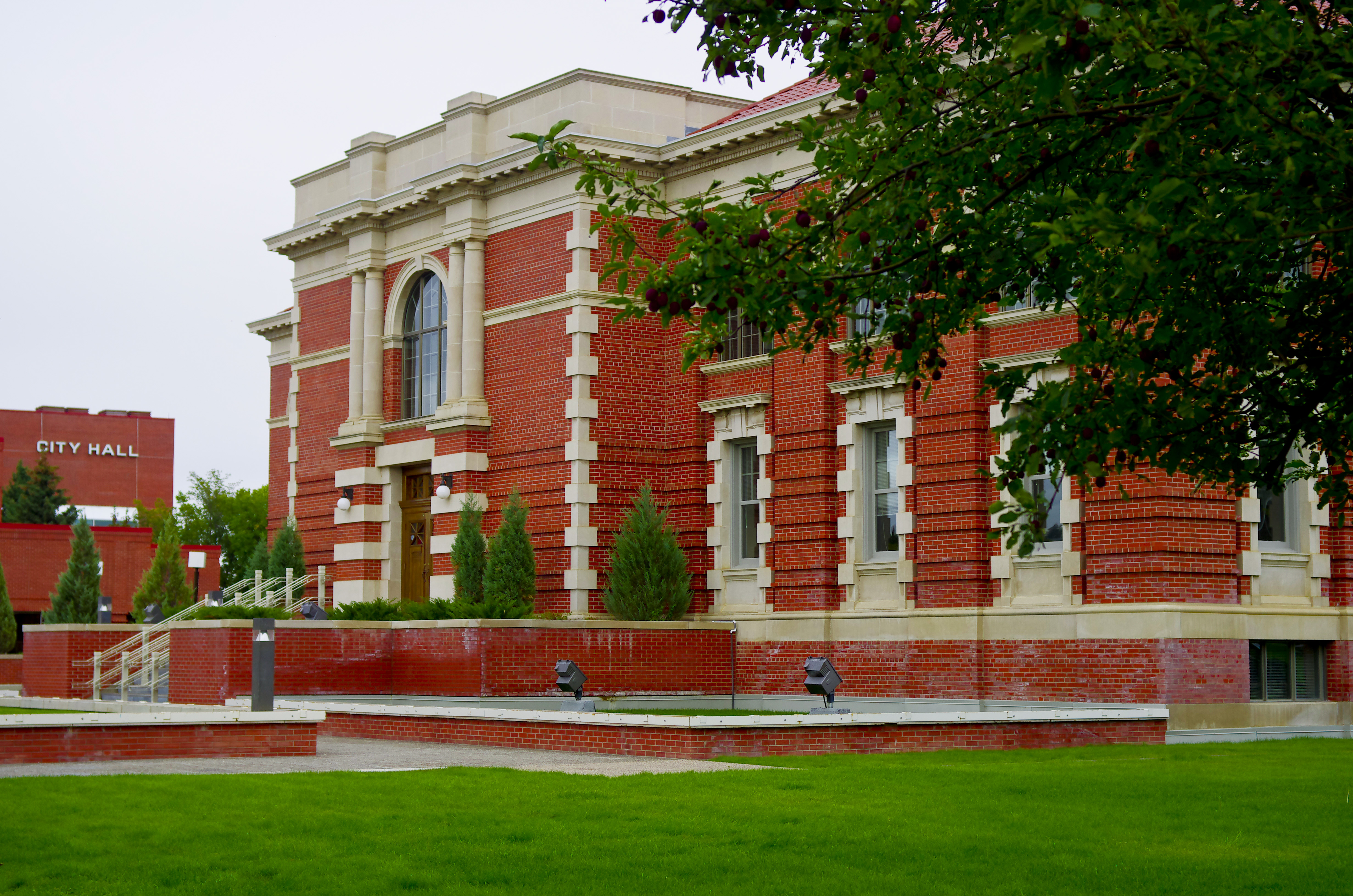
Palacio de Justicia en Medicine Hat

Medicine Hat es una ciudad de la provincia canadiense de Alberta. Tiene una población estimada, en 2020, de 65 527 habitantes.
Apodada El sombrero (The Hat, en inglés o le chapeau, en francés) por los habitantes locales, se encuentra en el sudeste de la provincia.
Está situada sobre la carretera transcanadiense (Trans-Canada Highway), en el límite oriental de la carretera de Crowsnest (Ruta 3) y a orillas del río Saskatchewan Sur. Las comunidades cercanas consideradas parte de la zona de Medicine Hat incluyen el pueblo de Redcliff (ubicado inmediatamente al lado de límite noroeste de la ciudad) y las aldeas de Desert Blume, Dunmore, Irvine, Seven Persons, y Veinerville. Las Montañas Cypress (incluyendo el Cypress Hills Interprovincial Park) están a una distancia relativamente corta (en coche) al sureste de la ciudad.
Históricamente, Medicine Hat ha sido conocida por sus grandes yacimientos de gas natural, siendo inmortalizada por Rudyard Kipling al decir que la ciudad tiene "todo un infierno para un sótano". Debido a estas reservas, la ciudad es conocida como la "Ciudad del Gas" (The Gas City). Es la sexta ciudad más grande de Alberta. En octubre de 2008, Medicine Hat fue nombrada una de los mejores empleadores de Alberta por Mediacorp Canada Inc., lo que fue anunciado por el Calgary Herald y el Edmonton Journal.
El paisaje de Medicine Hat es dominado por el valle del río Saskatchewan Sur. También los arroyos de Seven Persons y de Ross confluyen con este río sobre el límites de Medicine Hat. La ciudad ofrece un paisaje de valles, acantilados y ríos.

## Clima
| Parámetros climáticos promedio de Aeropuerto de Medicine Hat (1981−2010) | Parámetros climáticos promedio de Aeropuerto de Medicine Hat (1981−2010) | Parámetros climáticos promedio de Aeropuerto de Medicine Hat (1981−2010) | Parámetros climáticos promedio de Aeropuerto de Medicine Hat (1981−2010) | Parámetros climáticos promedio de Aeropuerto de Medicine Hat (1981−2010) | Parámetros climáticos promedio de Aeropuerto de Medicine Hat (1981−2010) | Parámetros climáticos promedio de Aeropuerto de Medicine Hat (1981−2010) | Parámetros climáticos promedio de Aeropuerto de Medicine Hat (1981−2010) | Parámetros climáticos promedio de Aeropuerto de Medicine Hat (1981−2010) | Parámetros climáticos promedio de Aeropuerto de Medicine Hat (1981−2010) | Parámetros climáticos promedio de Aeropuerto de Medicine Hat (1981−2010) | Parámetros climáticos promedio de Aeropuerto de Medicine Hat (1981−2010) | Parámetros climáticos promedio de Aeropuerto de Medicine Hat (1981−2010) | Parámetros climáticos promedio de Aeropuerto de Medicine Hat (1981−2010) |
| Mes                                                                      | Ene.                                                                     | Feb.                                                                     | Mar.                                                                     | Abr.                                                                     | May.                                                                     | Jun.                                                                     | Jul.                                                                     | Ago.                                                                     | Sep.                                                                     | Oct.                                                                     | Nov.                                                                     | Dic.                                                                     | Anual                                                                    |
| ------------------------------------------------------------------------ | ------------------------------------------------------------------------ | ------------------------------------------------------------------------ | ------------------------------------------------------------------------ | ------------------------------------------------------------------------ | ------------------------------------------------------------------------ | ------------------------------------------------------------------------ | ------------------------------------------------------------------------ | ------------------------------------------------------------------------ | ------------------------------------------------------------------------ | ------------------------------------------------------------------------ | ------------------------------------------------------------------------ | ------------------------------------------------------------------------ | ------------------------------------------------------------------------ |
| Temp. máx. abs. (°C)                                                     | 18.3                                                                     | 21.1                                                                     | 28.9                                                                     | 35.6                                                                     | 37.2                                                                     | 41.7                                                                     | 42.2                                                                     | 41.1                                                                     | 37.8                                                                     | 33.9                                                                     | 24.4                                                                     | 20.0                                                                     | 42.2                                                                     |
| Temp. máx. media (°C)                                                    | -2.8                                                                     | 0.3                                                                      | 6.1                                                                      | 13.9                                                                     | 19.3                                                                     | 23.4                                                                     | 27.5                                                                     | 27.0                                                                     | 20.5                                                                     | 13.8                                                                     | 4.0                                                                      | -1.4                                                                     | 12.7                                                                     |
| Temp. media (°C)                                                         | -8.4                                                                     | -5.5                                                                     | 0.1                                                                      | 7.0                                                                      | 12.4                                                                     | 16.7                                                                     | 20.0                                                                     | 19.3                                                                     | 13.2                                                                     | 6.9                                                                      | -1.8                                                                     | -7.0                                                                     | 6.1                                                                      |
| Temp. mín. media (°C)                                                    | -14.1                                                                    | -11.3                                                                    | -6.0                                                                     | 0.0                                                                      | 5.4                                                                      | 9.9                                                                      | 12.4                                                                     | 11.6                                                                     | 5.9                                                                      | 0.0                                                                      | -7.5                                                                     | -12.6                                                                    | -0.5                                                                     |
| Temp. mín. abs. (°C)                                                     | -46.1                                                                    | -46.1                                                                    | -38.9                                                                    | -26.7                                                                    | -11.1                                                                    | -1.1                                                                     | 1.2                                                                      | -0.6                                                                     | -12.8                                                                    | -28.7                                                                    | -37.8                                                                    | -45.6                                                                    | -46.1                                                                    |
| Precipitación total (mm)                                                 | 12.6                                                                     | 7.7                                                                      | 18.5                                                                     | 20.4                                                                     | 43.8                                                                     | 65.4                                                                     | 36.3                                                                     | 34.2                                                                     | 37.4                                                                     | 19.1                                                                     | 15.0                                                                     | 12.1                                                                     | 322.6                                                                    |
| Lluvias (mm)                                                             | 0.6                                                                      | 0.4                                                                      | 5.1                                                                      | 14.4                                                                     | 37.8                                                                     | 65.4                                                                     | 36.3                                                                     | 33.8                                                                     | 35.6                                                                     | 12.3                                                                     | 2.5                                                                      | 0.8                                                                      | 244.8                                                                    |
| Nevadas (cm)                                                             | 14.9                                                                     | 9.2                                                                      | 15.5                                                                     | 6.3                                                                      | 5.6                                                                      | 0.0                                                                      | 0.0                                                                      | 0.4                                                                      | 1.7                                                                      | 6.9                                                                      | 14.4                                                                     | 13.3                                                                     | 88.2                                                                     |
| Días de precipitaciones (≥ 0.2 mm)                                       | 7.7                                                                      | 6.3                                                                      | 8.4                                                                      | 7.3                                                                      | 10.2                                                                     | 10.9                                                                     | 8.3                                                                      | 6.9                                                                      | 7.6                                                                      | 5.8                                                                      | 7.3                                                                      | 7.9                                                                      | 94.7                                                                     |
| Días de lluvias (≥ 0.2 mm)                                               | 0.73                                                                     | 0.52                                                                     | 2.1                                                                      | 5.5                                                                      | 9.8                                                                      | 10.9                                                                     | 8.3                                                                      | 6.9                                                                      | 7.4                                                                      | 4.4                                                                      | 1.8                                                                      | 0.84                                                                     | 59.2                                                                     |
| Días de nevadas (≥ 0.2 cm)                                               | 7.8                                                                      | 6.4                                                                      | 7.0                                                                      | 2.9                                                                      | 1.4                                                                      | 0.0                                                                      | 0.0                                                                      | 0.04                                                                     | 0.46                                                                     | 2.2                                                                      | 6.4                                                                      | 7.7                                                                      | 42.2                                                                     |
| Horas de sol                                                             | 110.0                                                                    | 138.1                                                                    | 174.2                                                                    | 240.3                                                                    | 282.8                                                                    | 303.4                                                                    | 353.5                                                                    | 323.9                                                                    | 221.4                                                                    | 181.5                                                                    | 114.6                                                                    | 98.6                                                                     | 2544.3                                                                   |
| Fuente: Environment Canada                                               |                                                                          |                                                                          |                                                                          |                                                                          |                                                                          |                                                                          |                                                                          |                                                                          |                                                                          |                                                                          |                                                                          |                                                                          |                                                                          |

## Demografía
La población de la ciudad de Medicine Hat de acuerdo a su censo municipal de 2012 es de 61.180, un aumento del 0,1% con respecto al censo de población municipal de 2009, el cual arrojó un total de 61.097 habitantes.
En el censo de 2011, la ciudad de Medicine Hat tenía una población de 60.005 viviendo en 25.445 del total de 27.342 viviendas, un cambio del 5,3% de su censo de población de 2006 de 56.997. Con una superficie de 112,01 km² (43,25 mi²), tenía una densidad de población de 535.711/km² (1,387.49/mi²) en 2011.
En 2006, Medicine Hat tenía una población de 56.997, los cuales vivían en 24.729 viviendas, un aumento del 11,2% respecto a 2001. La ciudad cuenta con una superficie de 112,01 km² (43.25 mi²) y una densidad de población de 508,9/km² (1.318/mi²).

### Idiomas
Más del 89% de los residentes identificaron el inglés como lengua materna al momento del censo de 2006, mientras que el 6% identificó el alemán y algo más de un 1% identificaron el español y el francés como primera lengua aprendida. Los idiomas siguientes más comunes fueron el ucraniano, chino, neerlandés y polaco.

### Religión
Más del 79% de los residentes se identificaron como cristianos al momento del censo de 2001, mientras que casi el 20% indicó que no tenía ninguna afiliación religiosa. Por denominaciones específicas Statistics Canada registró 16.175 católicos (26,5%), 9.445 miembros de la Iglesia Unida de Canadá (15,5%), y 6.170 luteranos (un poco más del 10%). Denominaciones menos numerosas incluyeron 3.780 anglicanos (más del 6%), 1.745 miembros de la Iglesia Evangélica Misionera (casi el 3%), 1.470 bautistas (más de 2%), 1.220 identificándose como pentecostales (2%), 1.220 de los Últimos Días (2%), y 675 presbiterianos (poco más de 1%).

## Atracciones

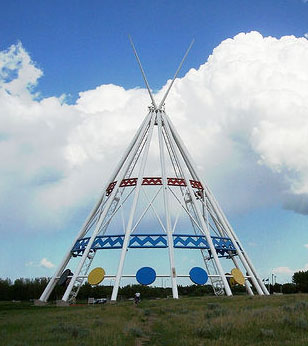
Tipi gigante en Medicine Hat en 1991.

El Medicine Hat Clay Industries National Historic District es un museo de trabajo que ofrece una experiencia única y extensa a través de colecciones, exposiciones, interpretación, visitas guiadas y programas educativos y artísticos. Las alfarerías Medalta y complejos de fábrica Hycroft China son los puntos focales en esta región de 150 acres (0,6 km²). Este distrito industrial histórico reconocido a nivel nacional es una iniciativa cultural de los Amigos de la Sociedad de Medalta con el apoyo federal, provincial, municipal y privado. La restauración, preservación y el desarrollo cultural del Medicine Hat Clay Industries National Historic District para el propósito de la educación y el disfrute del público está en curso.
Justo al sur de la autopista transcanadiense, con vistas al salto del búfalo Blackfoot está el tipi más alto del mundo, el "Saamis Teepee". Diseñado para los Juegos Olímpicos de Invierno de 1988 en Calgary, como símbolo del patrimonio aborigen de Canadá, se trasladó a Medicine Hat en 1991. Se encuentra a más de 20 pisos de altura y fue diseñado para soportar temperaturas extremas y vientos de hasta 240 km/h (150 mi/h). Durante una tormenta de viento en enero de 2007, una parte del tipi fue dañado. Tras una inspección más, se descubrió que la extensa erosión era parte de la culpa. Después de que las reparaciones se completaron, el Saamis Tipi ahora se encuentra a unos 15 pies (4,6 m) más bajos.
El Centro de Ocio Familiar de Medicine Hat es la mayor instalación de usos múltiples de interior en la ciudad. El edificio es de 90.000 pies cuadrados (8.000 m²) y está situado en 57 acres (230.000 m²) en el extremo norte de la ciudad. Las instalaciones incluyen una pista de hielo olímpica, una piscina de 50 metros, toboganes, trampolines, piscina infantil, piscina de olas y un café. En los alrededores del centro de ocio hay varias otras instalaciones deportivas, incluyendo un campo de fútbol iluminado, tres campos de fútbol y una de las mayores instalaciones de carreras de BMX en el sur de Alberta.
Situado en el centro de Medicine Hat se encuentra The Esplanade, un gran centro cultural multiusos. La instalación cuenta con un teatro de artes escénicos con capacidad para 700 personas, galería de arte, museo, archivos, tienda de regalos y cafetería. The Esplanade fue inaugurado oficialmente en octubre de 2005.
La Medicine Hat Drag Racing Association se encuentra junto a la autopista Transcanadiense en Boundary Road o la entrada de espectadores en Box Springs Road.

### Parques
Hay más de 100 kilómetros (62 millas) de senderos para caminar en la ciudad. Todos los parques principales están unidos por el extenso sistema de senderos.

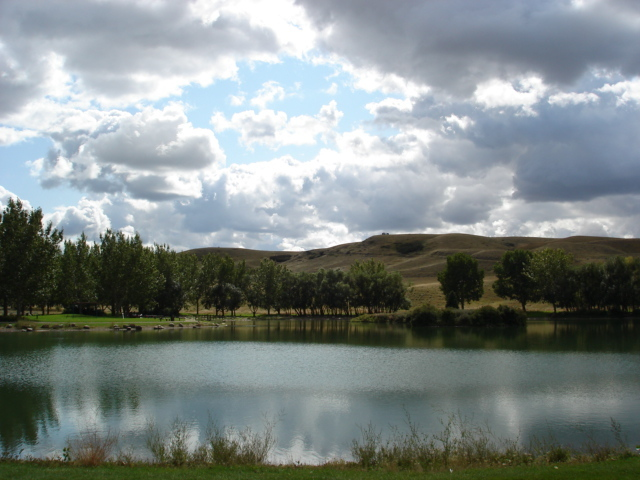
Vista de un lago en el Parque Regional Echodale.

- El Parque Police Point fue un temprana puesto de la Policía Montada del Noroeste, y el parque es ahora un sueño de 300 acres (1,2 km²) para amantes de la naturaleza con senderos de esquisto al lado del río Saskatchewan Sur. También es uno de los destinos de observación de aves conocidas en el sur de Alberta. El parque abarca el edificio del Programa Interpretativo de Medicine Hat, donde se ejecutan programas e informes al público sobre los acontecimientos de la naturaleza en la ciudad.

- El Parque Strathcona Island está situado en la orilla sur del río Saskatchewan Sur. El parque cuenta con 5 kilómetros (3,1 millas) de senderos para caminar, parques infantiles, un parque acuático, un centro de pabellón, sanitarios, patinaje sobre hielo, cocinas y fogones. Dicho parque está densamente arbolado.

- El Parque Kin Coulee está situado en las orillas del arroyo Seven Persons. Este parque de 100 acres (0,4 km²) es cuidado casi en su totalidad. El parque cuenta con un parque de skate, canchas de voleibol de playa, fogatas, una concha acústica, sanitarios y dos patios. Es también el lugar de celebración de la fiesta anual del Día de Canadá y fuegos artificiales.

- El Parque Regional Echodale es un parque de 650 acres (2.6 km²), que incluye un lago artificial. Las comodidades incluyen una playa, senderos para caminar, fogones, alquiler de canoas, botes de remo, snack bar, sanitarios y un rancho histórico.

- El Parque Central, situado en el barrio de Southeast Hill, está rodeado de grandes álamos y, en el lado norte, una hilera de cedros. También cuenta con estructuras de juegos. Una cancha de baloncesto callejero se puede encontrar aquí, que suele estar en pleno uso durante los meses de verano.

- El Parque Conmemorativo de los Veteranos de Riverside, situado en el centro a lo largo del River Road del río Saskatchewan Sur y a lo largo de la 6ª Avenida de la Alcaldía, en donde se encuentran el Cenotafio de la ciudad, un tanque Sherman de la Segunda Guerra Mundial, un mural de ladrillos construido por James Marshall y dos locomotoras CPR.

### Campos de golf
- El Medicine Hat Golf and Country Club se encuentra a lo largo de la orilla norte del río Saskatchewan Sur.

- El Connaught Golf Course.

- El Cottonwood Coulee Golf Course se encuentra al suroeste de Medicine Hat, a lo largo de las orillas del arroyo Seven Persons.

- El Paradise Valley Par 3 se encuentra en las orillas del arroyo Seven Persons.

- El Ross Creek Par 3 se encuentra a lo largo de las orillas del arroyo Bullshead.

- El Riverview Golf Course se encuentra en Redcliff lo largo de las orillas del río Saskatchewan Sur.

- El The Links at Desert Blume se encuentra inmediatamente al sur de la ciudad.

- La Advantage Golf Academy, ubicada en el Cottonwood Coulee Golf Course, es el único centro de enseñanza de golf a tiempo completo de Medicine Hat.

## Educación
El Distrito Escolar Católico/Separado de Medicine Hat brinda programas educativos para estudiantes de jardín de infantes hasta el grado 12. Programas de inmersión en francés son ofrecidos como una opción en escuelas selectas del Distrito. Funciona una escuela secundaria, Monseñor McCoy, y otras nueve escuelas.
Medicine Hat también alberga una escuela francófona, «École Les Cyprès», y una escuela pública, el Centro para la Excelencia Académica y Personal (CAPE, por sus siglas en inglés).